# Charles Greeley Abbot
Charles Greeley Abbot, ameriški astrofizik in astronom, * 31. maj 1872, Wilton, New Hampshire, ZDA, † 17. december 1973, Riverdale, Maryland, ZDA.

## Življenje in delo
Abbot je študiral na Tehnološkem inštitutu Massachusettsa (M.I.T.) v Cambridgeu, kjer je leta 1894 diplomiral in opravil magisterij. Leta 1895 se je na Langleyjevo pobudo pridružil članom Smithsonovega inštituta.
Od leta 1907 (1928?) do 1944 je bil predstojnik Smithsonovega astrofizikalnega observatorija (SAO) v Washingtonu. Prvi je odkril, da se sevanje Sonca spreminja s časom. Raziskoval je Sončevo sevanje in vpliv njegovega spreminjanja na ozračje in vreme na Zemlji, kar mu je prineslo veliko priznanj. Določil je solarno konstanto. Leta 1900 je skupaj z Langleyjem izmeril vse Sončevo sevanje kot osnovo za določanje temperature. S svojimi nadaljnjimi raziskovanji Sončevega sevanja je leta 1953 odkril povezavo med spremembami Sončevega sevanja in vremena na Zemlji. S tem so lahko našli splošne vremenske vzorce, ki so jih lahko napovedali za 50 let naprej.

## Dela
- Sonce, Zemlja in zvezde.

## Priznanja

### Nagrade
- Medalja Henryja Draperja (1910)

### Poimenovanja
Po njem se imenuje krater Abbot na Luni. Imenovali so ga po njem, še ko je bil živ.